# Wuguishan
Wuguishan (kinesiska: 五桂山) är ett stadsdelsdistrikt i sydöstra Kina. Det ligger i staden Zhongshan i provinsen Guangdong, omkring 83 kilometer söder om provinshuvudstaden Guangzhou. Antalet invånare är 47 999. Befolkningen består av 22 800 kvinnor och 25 199 män. Barn under 15 år utgör 6,0 %, vuxna 15-64 år 91 %, och äldre över 65 år 1,0 %.